# Rodenticida

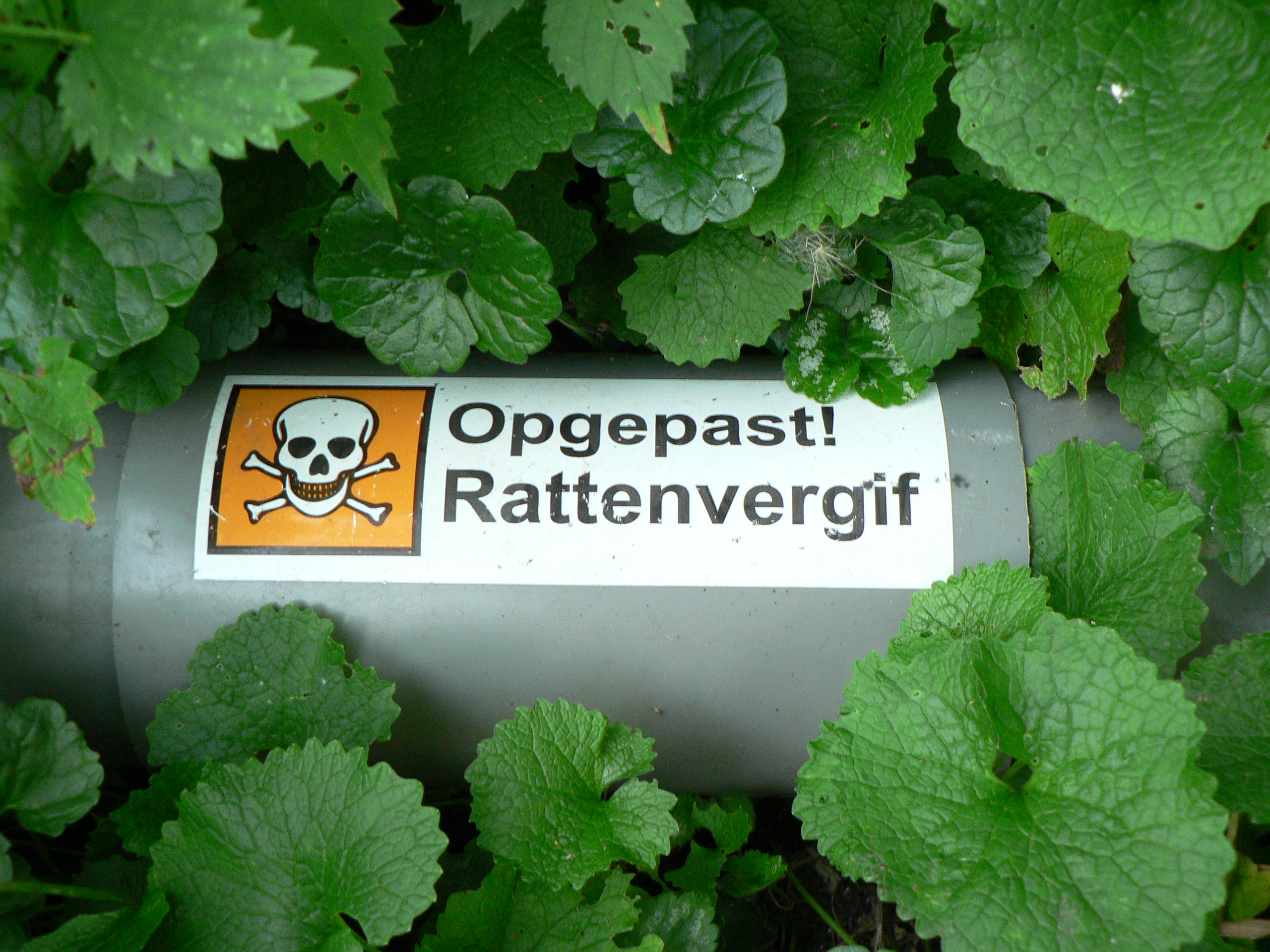
Veneno para ratos.

Rodenticida, raticida ou muricida é um veneno de elevada toxicidade utilizado para exterminar ratos e roedores em geral. Os raticidas constituem um tipo de pesticida.

Por serem utilizados metais pesados em sua composição, essa substância acaba sendo perigosa devido ao risco de intoxicação. Para evitar a ingestão acidental do produto, muitos raticidas contém um amargante em sua composição que torna seu sabor  desagradável aos seres humanos e animais domésticos. É comum acontecer o fato de gatos comerem ratos infectados de alguma maneira com o veneno, e levarem o mesmo fim que o rato. Também podem ser substâncias à base de cumarina anticoagulante.

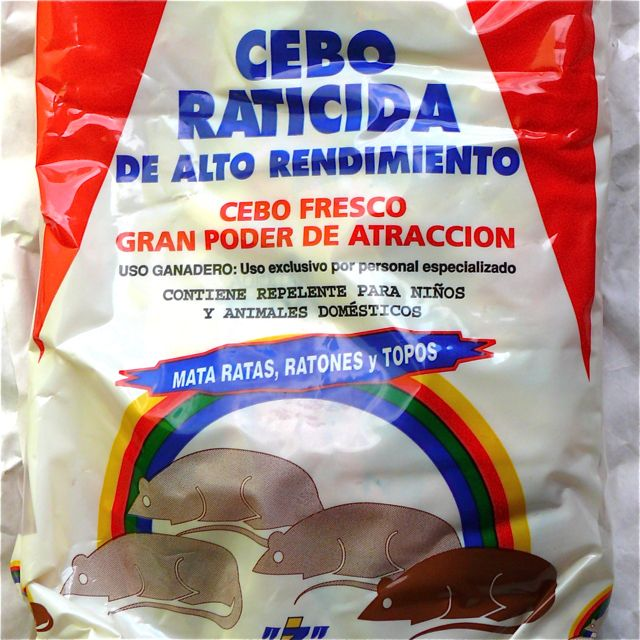
Veneno para rato anticoagulante